# کشتار دیسکوتک دلفیناریوم

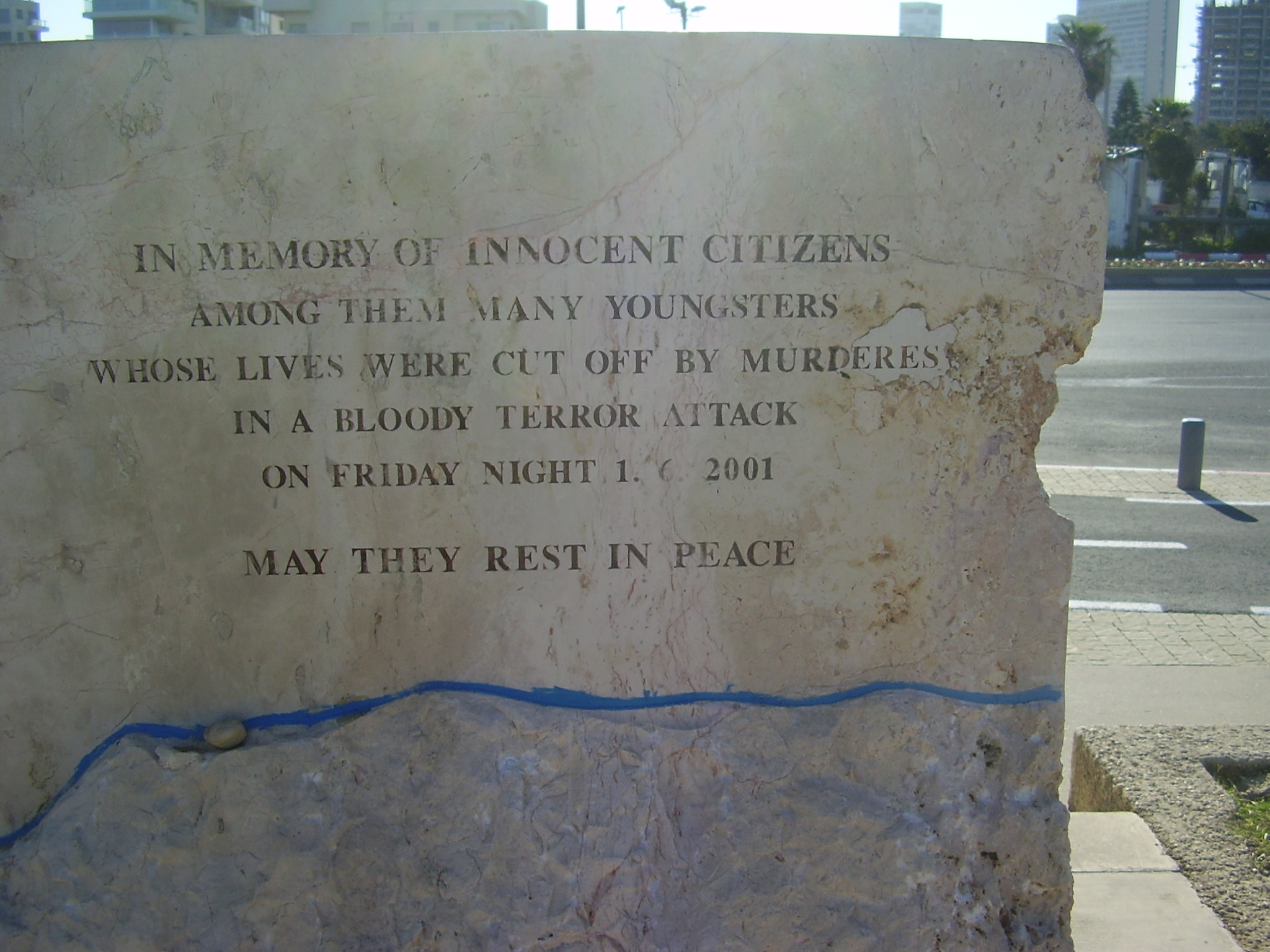
کتیبه انگلیسی در پشت بنای یادبود قتل‌عام دلفیناریوم

در ۱ ژوئن ۲۰۰۱، یک تروریست وابسته به حماس خود را در خارج از دیسکوی دلفیناریوم در ساحل تل آویو اسرائیل منفجر کرد و ۲۱ اسرائیلی را کشت که ۱۶ نفر از آن‌ها نوجوان بودند. اکثر قربانیان دختران نوجوان اسرائیلی بودند که خانواده آن‌ها اخیراً از شوروی سابق مهاجرت کرده بودند.

## دلفیناریوم
دلفیناریوم که در سال ۱۹۸۱ افتتاح شد، در اصل یک مکان تفریحی چند منظوره بود که جاذبه اصلی آن نمایش دلفین‌ها بود. این پروژه ابتکار معمار ناهوم زولوتوف بود که ایده نمایش دلفین‌ها در تل آویو را مطرح کرد و تجار اسرائیلی و سرمایه گذاران آفریقای جنوبی را برای حمایت از طرح خود به صف کرد. پس از اینکه مشخص شد سرمایه گذاران آفریقای جنوبی از آن به عنوان یک عملیات پولشویی استفاده می‌کنند، این تجارت با مشکل مالی مواجه شد. بدون حمایت مالی آنها، هزینه اجرای نمایش‌های گران‌قیمت دلفین‌ها ناپایدار بود و کسب و کار در سال ۱۹۸۵ بسته شد. این ساختمان سپس توسط مشاغل مختلف از جمله کلوپ‌های شبانه، سالن‌های سینما، سالن‌های پذیرایی و فروشگاه‌های ورزشی مورد استفاده قرار گرفت، اما هر کدام موفقیشتت محدودی دا. تا سال ۱۹۹۳، شهرداری به دنبال تخریب این سازه بود.

## حمله
بمبگذار انتحاری سعید هوتاری جمعه شب در مقابل دلفیناریوم در صف ایستاده بود؛ منطقه‌ای مملو از نوجوانان بود. اکثر جمعیت را جوانانی از خانواده‌های روسی زبان از اتحاد جماهیر شوروی سابق تشکیل می‌دادند که منتظر ورود به یک مهمانی رقص در دیسکو دلفین بودند و دیگران در صف ورود به کلوپ شبانه مجاور بودند. بازماندگان این حمله بعداً توضیح دادند که چگونه بمب‌گذار جوان فلسطینی قبل از انفجار به قربانیان خود طعنه می‌زند و با لباس مبدل در میان آنها پرسه می‌زد و باعث شد قربانیان او را با یک یهودی ارتدوکس آسیایی اشتباه بگیرند. قبل از منفجر کردن بمب خود، او بر طبلی مملو از مواد منفجره و بلبرینگ کوبید، در حالی که به زبان عبری به قربانیانش با عبارت «چیزی قرار است اتفاق بیفتد» طعنه زد. ساعت ۲۳:۲۷ او بمب خود را منفجر کرد. شاهدان گفتند که اعضای بدن انسان‌ها در سراسر منطقه پخش شده بود و اجساد قبل از جمع‌آوری یکی روی دیگری در پیاده‌رو انباشته شده بودند. بسیاری از غیرنظامیان در مجاورت محل بمب‌گذاری برای کمک به قربانیان شتافتند.
این بمب‌گذاری انتحاری در حالی انجام شد که پنج ماه قبل هم تلاش شده بود تا به این هدف حمله شود، اما ناموفق بود.

## عاملان
هم جهاد اسلامی و هم گروهی که خود را «حزب‌الله فلسطین» می‌خواند، در ابتدا مسئولیت این بمب‌گذاری انتحاری را بر عهده گرفتند، اما بعداً این ادعا را پس گرفتند. بعداً مشخص شد که این حمله توسط سعید هوتری، ۲۲ ساله، ستیزه‌جوی مرتبط با گروه شبه نظامی اسلامگرای فلسطینی حماس انجام شده است.

## واکنش‌های رسمی
مقامات اسرائیلی این حمله را «قتل عام» خوانده‌اند. یاسر عرفات، رئیس تشکیلات خودگردان فلسطین، این حمله را محکوم کرد و خواستار آتش‌بس شد. کوفی عنان ، دبیرکل سازمان ملل متحد، گفت که «این حمله تروریستی بی‌رویه را به شدیدترین وجه ممکن محکوم می‌کند». و اینکه این حمله «فوریت شکستن چرخه خشونت را مشخص می‌کند.» رئیس‌جمهور ایالات متحده جورج دبلیو بوش اظهار داشت که او این حمله را با شدیدترین عبارات محکوم می‌کند و «هیچ توجیهی برای حملات بی‌معنی علیه غیرنظامیان بی‌گناه وجود ندارد.»

## پیامد

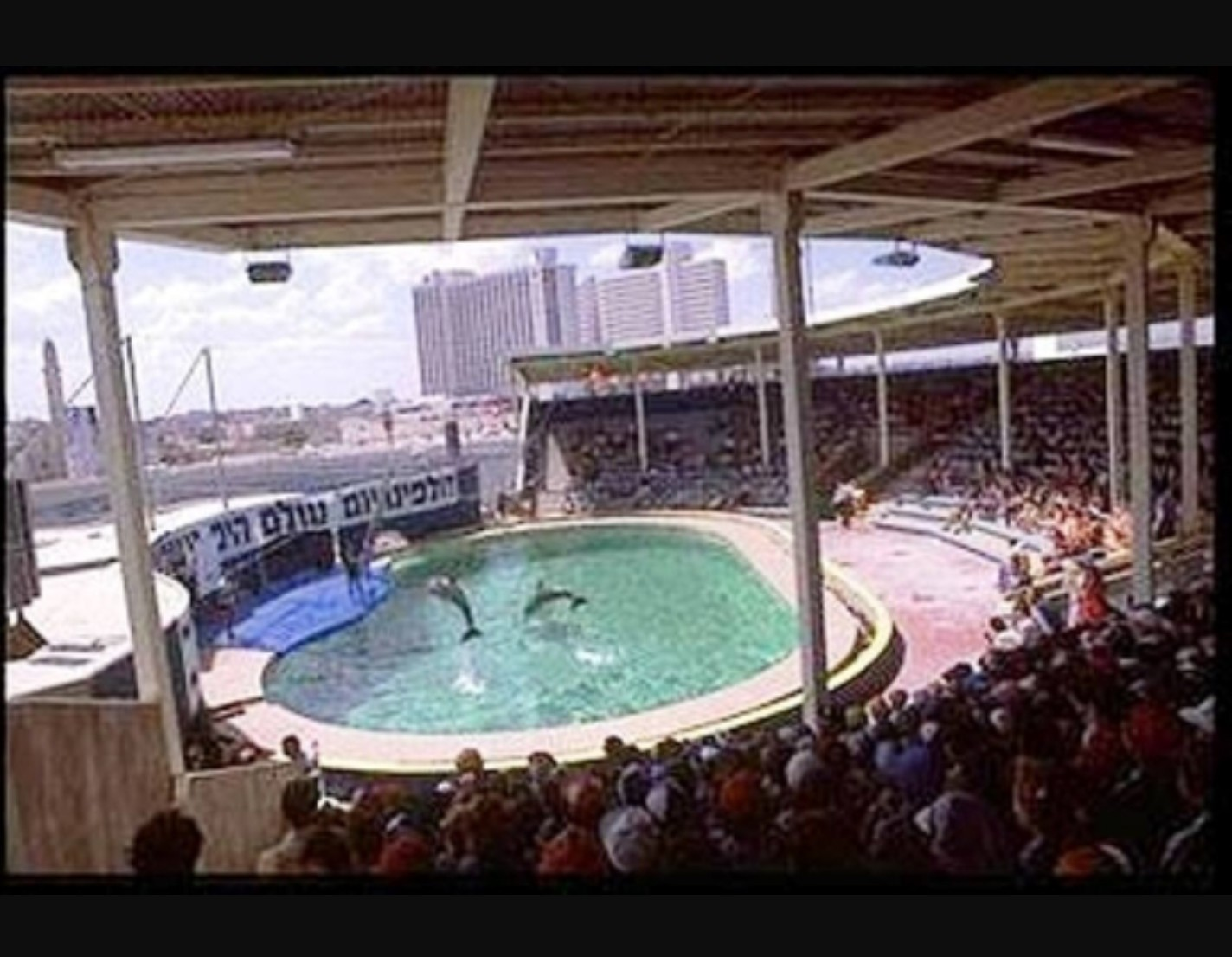
نمایش دلفین‌ها در دلفیناریوم در سال ۱۹۸۵

پس از این حمله، بسیاری از مردم اسرائیل خواهان تلافی شدید نظامی شدند. با این وجود، آریل شارون، نخست‌وزیر تصمیم گرفت که هیچ اقدام تلافی جویانه فوری انجام ندهد. ایالات متحده و سایر دولت‌ها فشار دیپلماتیک شدیدی را بر اسرائیل اعمال کردند تا از اقدام خودداری کند.
در رام‌الله ده‌ها فلسطینی در خیابان‌ها جشن گرفتند و به نشانه جشن تیراندازی هوایی کردند. پدر سعید هوتری از او به عنوان شهید تجلیل کرد. جرج دبلیو بوش، رئیس‌جمهور ایالات متحده، از یاسر عرفات خواست این اقدام تروریستی را محکوم کند، که یاسر عرفات نیز چنین کرد. روز بعد، اعراب اسرائیلی در مسجد حسن بیک روبروی دلفیناریوم سنگر گرفتند و اشیایی را به سوی پلیس پرتاب کردند.
به گزارش مرکز اطلاعات و اخبار تروریسم، در جریان عملیات سپر دفاعی، دو سند صادر شده از «خانواده شهدا و مرکز مراقبت از مجروحان» که زیر نظر وزارت امور اجتماعی تشکیلات خودگردان ملی فلسطین است، توسط ارتش اسرائیل کشف شد. این اسناد جزئیات انتقال ۲۰۰۰ دلار آمریکا به پدر بمب‌گذار انتحاری که در آن زمان در اردن زندگی می‌کرد (۱۸ ژوئن ۲۰۰۱) را فاش کرد. این انتقال پول علی‌رغم وابستگی بمب‌گذار انتحاری به حماس، حمایت علنی پدرش از حمله و محکومیت عمومی عرفات از این حمله انجام شده است.

## یادبود

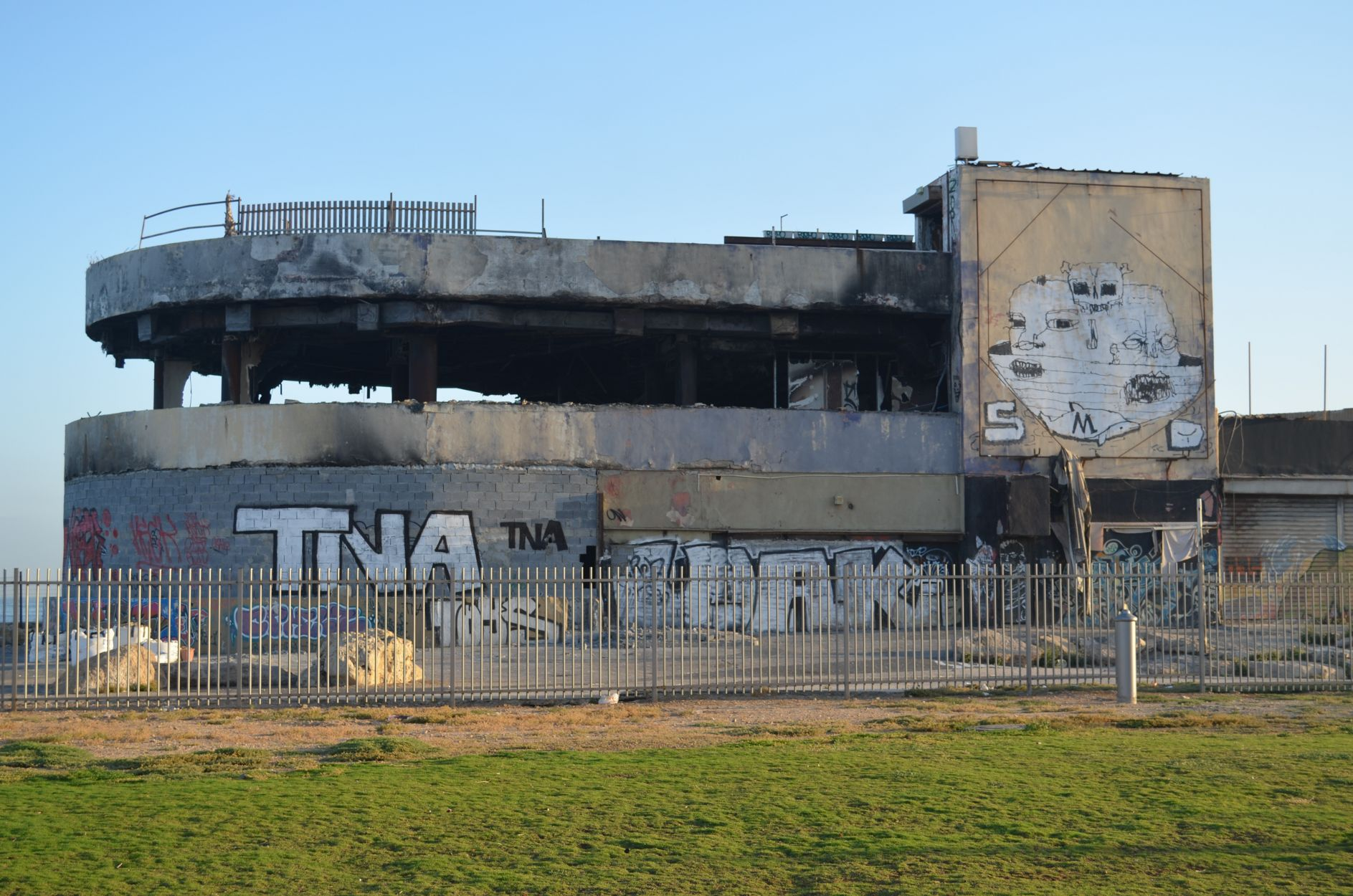
خرابه‌های دلفیناریوم در سال ۲۰۱۲ که بعداً در سال ۲۰۱۸ تخریب شد

پس از بمباران، دیسکوتک دلفیناریوم رها شد و در نهایت با گرافیتی پوشانده شد. استفاده نهایی آن به عنوان مدرسه موج سواری بود. این ساختمان تا زمان تخریب آن در مه ۲۰۱۸ در ساحل تل آویو باقی ماند.
برای سال‌ها، خانواده‌های قربانیان برای حفظ دائمی ساختمان ویران شده به عنوان یادبود تلاش کردند. در نهایت، ساختمان به منظور گسترش تفرجگاه در امتداد ساحل تخریب شد. مراسم یادبود قربانیان این حمله هر ساله توسط دوستان و خانواده قربانیان در این مکان برگزار می‌شد.